# Bouhinoune
Bouhinoune ou Bouhinoun (en Kabyle : At Wihinun) est un douar kabyle (village) situé au sud-est de la ville de Tizi Ouzou dans la Grande Kabylie en Algérie.

## Localisation
Le village de Bouhinoune se situe au centre de la Wilaya de Tizi Ouzou.

## Population
En 2012, le douar de Bouhinoune avoisinait une population de 15 000 habitants.

## Géologie
La montagne de Bouhinoune présente une intéressante constitution géologique.
Au-dessous de Bouhinoune, le granit éruptif forme des pitons.
Au-dessus des poudingues, on retrouve les schistes cristallins qui forment la montagne de Bouhinoune.

## Histoire
Le douar de Bouhinoune compte plusieurs villages et fait partie de la commune de Tizi Ouzou.
Il se trouve à l'est du douar de Betrouna.
Bouhinoune a donné comme martyrs beaucoup de ses enfants durant la guerre de libération nationale algérienne.
Le village de Bouhinoune était administré par une djemaa qui est une structure administrative coutumière ancestrale en Kabylie.
Le caïd Saïd Slimani est originaire de Bouhinoune.

### Djemaa du 14 juin 1926
|     | Nom                       | Prénom | Fonction     |
| 1er | ali\| naib\| Propriétaire |        |              |
| 2e  |                           |        | Propriétaire |
| 3e  |                           |        | Propriétaire |
| 4e  |                           |        | Propriétaire |
| 5e  |                           |        | Propriétaire |
| 6e  |                           |        | Propriétaire |
| 7e  |                           |        | Propriétaire |
| 8e  |                           |        | Propriétaire |
| 9e  |                           |        | Propriétaire |
| 10e |                           |        | Propriétaire |

## Téléphérique
Le projet en cours du téléphérique de Sidi Belloua est d’une longueur totale de 5,4 km pour 120 cabines, comportant six gares dont quatre intermédiaires.
Ce projet a été attribué au profit de la société française Poma, qui s’est associée avec une l’entreprise algérienne de génie civil, Bapiva, en plus de l’assistance de la société Travomed, et cet élégant moyen de transport sera réceptionné en 2016.
Ce téléphérique reliera la gare multimodale (routière et ferroviaire) de Kef Naadja et Bouhinoune à la Haute Ville de Tizi Ouzou, pour un débit horaire de 2.000 personnes, puis reliera la Haute Ville de Tizi Ouzou à l’hôpital Sidi Belloua (1.000 personnes/heure), ensuite il reliera l’hôpital Sidi Belloua et le village de Redjaouna situé en hauteur (550 personnes/heure).